# Tikovec
Tikovec (znanstveno ime Tectona) je rod listnatih tropskih dreves. Uspevajo v naravnih monsunskih tropskih gozdovih Mjanmara in Tajske, naravni tikovec uspeva še v Laosu in Indiji. 

## Vrste
- Tectona grandis (Pravi tikovec)  je najbolj razširjen,
- Tectona hamiltoniana (Dahat Teak) lokalna podvrsta, ki raste v Mjanmaru (Burmi) in spada med ogrožene,
- Tectona philippinensis (Filipinski tikovec) lokalna podvrsta, ki raste na Filipinih in spada med ogrožene.

## Opis
Ime rastline izvira iz Azije, kjer je poimenovana tekka. Od tod izvira tudi slovensko ime za drevo in njegov les, ki se imenuje tikovina.
Tikovec je visoko, ravno drevo, ki lahko doseže višino do 60 m. Ima značilno kroglasto krošnjo, ki je sestavljena iz velikih, ovalnih listov, ki dosežejo do 60 cm v dolžino in kakih 30 cm v širino ter po spodnji strani gosto kosmati. Cvetovi tikovca so združeni v latasta socvetja, ki dosežejo 35 cm v premeru in so modrikasto-bele barve. Plodovi so kosmati in malce spominjajo na slive, le da je v njih nekaj težkih semen, s katerimi se tikovec razmnožuje.
Lubje drevesa je sivkaste barve in je relativno gladko. Pod njim je mehka beljava, ki jo radi napadejo termiti in pogosto gnije. Les je, po drugi strani, izjemno čvrst in odporen na ti dve nadlogi. S staranjem les spreminja barvo od rumene do kostanjevo rjave s temnejšimi progami in ima prijeten vonj.

## Tikovina
Tikovina je ime lesa. Druga tržna imena so še: Burma-teak, Siam-teak, Djati, Kyun, Teca, in tako dalje. Trajnost tikovine je znana že stoletja. Tikovina je edinstven les, ki vzdrži grobe spremembe klime, morske vode, sončne pripeke, vendar kljub temu ne poka, se ne cepi in ne zvija. Tikov les spada med tiste vzhodnoazijske vrste lesa, ki jih poznamo najdlje.

### Uporaba
Iz tikovine se zaradi izjemne obstojnosti in trpežnosti, pa tudi zaradi lahke obdelave izdeluje predvsem parket, pohištvo in različne lesenih opažev in oblog. Zaradi obstojnosti v vlažnem okolju se iz tega lesa izdelujejo tudi navtični tikovi tlaki.

### Izgled
Svež tikov les je zelenkasto rumene barve, po sušenju postane rumeno rjav do temno rjav. Opazne so od 2 do 8 mm široke temno rjave ali črne črte. Burmanska in tajska tikovina je vedno temnejše, indonezijska svetlejše barve.

### Lastnosti
Osnovne lastnosti tikovine:
- Teža (svež les): 1000 kg/m3
- Teža (zračno sušen): 750 kg/m3
- Teža (umetno sušen): 620 kg/m3
- Tlačna trdnost: 60 N/mm2
- Upogibna trdnost: 105 N/mm2
- Trajnost: 50 let in več z dokazano uporabno dobo.

Tikovina naravnega izvora je najboljša, ker je stara in vsebuje veliko količino olja. Tudi izbor lesa naravnega izvora je večji, predvsem kar zadeva njegove dimenzije. Najboljši profili lesa morajo biti četrtinsko rezani, tako da ima les čim bolj enakomerno strukturo in pravilen potek letnic. Področja sečnje tikovine, ki je pod nadzorom mednarodnih institucij in organov držav, od koder izvira, se ponovno pogozdujejo.
Opozorilo: Na trgu se ime teak pojavlja tudi pri drugih tikovini podobnih vrstah lesa, z namenom, da bi zanje dosegli višjo vrednost, prav tako je lahko napačno navedeno poreklo tikovine. Zaupanje v dobavitelja je pri tem ključnega pomena. Najboljša tikovina ima certifikat, da je pridelana v skladu s pravili FSC (Forest Stewardship Council).

### Plantažna tikovina
Iz Indonezije in še nekaterih drugih držav, kjer so v novejšem času pričeli z gojenjem tikovih dreves na plantažah (druge države jugovzhodne Azije, Afrike in srednje ter južne Amerike) prihaja tikovina plantažnega izvora. Plantažni tik raste hitreje, njegova gostota je približno 30 % manjša, prav tako vsebnost olja, največ zaradi sečnje mlajših dreves.

### Industrijski les
Praviloma mora tikovo drevo doseči starost vsaj 60 let, da je njegov les primeren za zunanjo uporabo. Na kvaliteto lesa vpliva tudi njegovo poreklo, vendar natančnih podatkov o tem ni. Skladno z izvorom in poreklom lesa je tudi njegova cena močno različna, najboljše vrste dosegajo ceno 750 EUR na m3 na Kitajslem. Končna cena v Sloveniji ie med 7.500 € in 12.000 € na m3 lesa, cena plantažne tikovine je približno 30–40 % nižja. V navedenem območju je cena odvisna od dimenzij lesa in izbranega razreza. Običajni profili žaganega lesa so naslednji:
- deske 27 mm debeline, širine do 154 mm in več, dolžine 1830 mm in več
- plohi 40, 53, 80 mm debeline, širine do 154 mm in več, dolžine 1830 mm in več
- prizme 193, 154 mm debeline, širine do 154 mm in več, dolžine 1830 mm in več

Končni proizvodi, ki se uporabljajo za izdelavo teras iz tikovine so izdelani iz zgornjih profilov, deske debeline 22 mm in širine 96 oziroma 140 mm, ladijski tlaki enakih dimenzij in dodatno še debeline 8 mm ter širine 41 oziroma 90 mm, parket različnih dimenzij, industrijski parket, ladijske panelne plošče, debelejše panelne plošče za pohištvene elemente in razni drugi profili za notranjo uporabo.